# Krokvattnen
Krokvattnen är en sjö i Örnsköldsviks kommun i Ångermanland och ingår i Nätraån-Ångermanälvens kustområde. Sjön har en area på 0,0709 kvadratkilometer och ligger 223,4 meter över havet.

## Delavrinningsområde
Krokvattnen ingår i det delavrinningsområde (700508-162249) som SMHI kallar för Ovan None. Medelhöjden är 223 meter över havet och ytan är 11,26 kvadratkilometer. Räknas de 2 avrinningsområdena uppströms in blir den ackumulerade arean 33,51 kvadratkilometer. Avrinningsområdets utflöde Dockstaån (Utanskogsån) mynnar i havet. Avrinningsområdet består mestadels av skog (76 procent). Avrinningsområdet har 0,07 kvadratkilometer vattenytor vilket ger det en sjöprocent på 0,6 procent.